# Gnaphalium filagopsis
Gnaphalium filagopsis là một loài thực vật có hoa trong họ Cúc. Loài này được Hilliard & B.L.Burtt mô tả khoa học đầu tiên năm 1981.